# Ruth Bernhard
Ruth Bernhard   (Berlín, 14 d'octubre de 1905 - San Francisco, 18 de desembre de 2006) fou una fotògrafa americana, alemanya de naixement.

## Biografia
Educació i primers anys
Bernhard va néixer a Berlín, filla de Lucian Bernhard i Gertrude Hoffmann. Els pares de Bernhard es van divorciar quan ella tenia dos anys i només va veure la seva mare dues vegades després del divorci. La van criar dues mestres d’escola que eren germanes i la seva mare. El pare de Bernhard, Lucian, conegut cartellista, va ser un dels principals defensors de l'obra de la seva filla i sovint la va assessorar.
Va estudiar Història de l'art i Tipografia a l'Acadèmia d'Art de Berlín del 1925 al 1927. Va començar a impartir classes a la Universitat de Califòrnia el 1958, mentre també feia conferències i tallers a tots els Estats Units.

## Carrera com a fotògrafa
El 1927 Bernhard es va traslladar a la ciutat de Nova York, on ja vivia el seu pare. Va treballar com a ajudant de Ralph Steiner a la revista Delineator. Amb la indemnització que rebé en ser-ne acomiadada, Bernhard va comprar el seu propi equip fotogràfic. A finals de la dècada de 1920, mentre vivia a Manhattan, es va implicar en la subcultura lèsbica de la comunitat artística, fent-se amiga de la fotògrafa Berenice Abbott i de la seva amant, la crítica Elizabeth McCausland. La primera vegada que es va adonar que se sentia atreta per altres dones era la nit de Cap d'Any de 1928 en conèixer la pintora Patti Light. Va escriure a les seves memòries sobre les seves "escapades bisexuals". El 1934 Bernhard va començar a fotografiar dones nues i seria aquesta forma d’art la que la faria més coneguda.
El 1935 va tenir l’oportunitat de conèixer Edward Weston a la platja de Santa Mònica. Ella en diria més tardː No estava preparada per a l'experiència de veure les seves imatges per primera vegada. Va ser aclaparador. Era un llamp a la foscor... aquí davant meu hi havia una evidència indiscutible del que havia pensat com a possible: un artista intensament vital el mitjà del qual era la fotografia.
Bernhard es va inspirar tant amb l'obra de Weston que, després de conèixer-lo el 1935, es va traslladar a Califòrnia (on vivia). El 1939, es va traslladar a Nova York durant vuit anys, durant els quals va conèixer el fotògraf Alfred Stieglitz.
Bernhard s'inspirava en les petites coses de la vida. En una entrevista de 1999 amb Photographers Forum, afirmava: "M'interessen més les petites coses que ningú observa, que ningú pensa que tenen cap valor". Aquesta idea del minimalisme va impulsar la seva passió per la fotografia.
El 1934 Ruth Bernhard va rebre un encàrrec del Museu d'Art Modern (MoMA) per fotografiar obres per al catàleg de l'exposició Machine Art.

## Vida a la Costa oest
Al 1944 havia conegut -i s'hi relacionava- l'artista i dissenyadora Eveline (Evelyn) Phimister. Totes dues van romandre juntes durant els següents deu anys a Carmel, Califòrnia, on Bernhard va treballar amb el grup f/64. Havent trobat Carmel un lloc difícil per guanyar-se la vida, aviat es van traslladar a Hollywood, on ella va fer una carrera com a fotògrafa comercial. El 1953 van anar a viure a San Francisco, on es va convertir en col·lega de fotògrafs com Ansel Adams, Imogen Cunningham, Minor White i Wynn Bullock.
La major part del treball de Bernhard està basat en estudis, des de simples natures mortes fins a nus complexos. A la dècada de 1940 va treballar amb el concòleg Jean Schwengel.Va treballar gairebé exclusivament en blanc i negre, tot i que hi ha rumors que també havia fet algun treball de color. També és coneguda per les seves obres de temàtica lèsbica, sobretot Two Forms (1962). En aquesta obra, apareixen una dona negra i una dona blanca, amants en la vida real, amb els seus cossos nus pressionats l'un contra l'altre.
Va fer una col·laboració amb Melvin Van Peebles (com a "Melvin Van"), aleshores un jove conductor de telefèric a San Francisco. Van Peebles va escriure el text i Bernhard va fer les fotografies per a The Big Heart, un llibre sobre la vida als telefèrics.
A principis dels anys vuitanta, Bernhard va començar a treballar amb Carol Williams, propietària de Photography West Gallery a Carmel, Califòrnia. Bernhard va dir a Williams que sabia que hi hauria un llibre sobre la seva fotografia després de morta, però volia que se'n pogués publicar un en vida. Williams es va acostar a la New York Graphics Society i a diversos altres editors de llibres fotogràfics, però se la va advertir que només Ansel Adams podia vendre llibres de fotografia en blanc i negre. Bernhard i Williams van decidir vendre cinc impressions d'edició limitada per recaptar els fons necessaris per publicar un llibre de qualitat superior de nus de Ruth Bernhard. L'edició següent va ser produïda per David Gray Gardner, de Gardner Lithograph (també l'impressor dels llibres d'Adams), i es va anomenar The Eternal Body.
Va guanyar el Photography Book of the Year el 1986 d'Amics de la Fotografia. Aquest llibre va ser considerat sovint per Ruth Bernhard com una ajuda incommensurable per a la seva futura carrera i reconeixement públic. The Eternal Body va ser reimprès per Chronicle Books i més tard com una edició limitada del Centenari en celebració del 100è aniversari de Ruth Bernhard l'octubre de 2005. Carol Williams va acreditar a Ruth Bernhard per animar-la a aventurar-se en l'edició de llibres, i més tard va publicar altres monografies fotogràfiques.
A la dècada de 1980 Bernhard també va començar a treballar amb, que va comprar Vision Gallery a Douglas Elliott (quel 'havia fundat el 1979) a San Francisco el 1982. Bernhard i Folberg van treballar junts fins a la mort de Folberg. La galeria aleshores es va dividirː Debra Heimerdinger es va fer càrrec de les operacions a Amèrica del Nord i el fill de Folberg, Neil, va traslladar la Vision Gallery a Jerusalem.
El 1967, Bernhard va començar una carrera com a professora. Aquest any mateix va conèixer el coronel Price Rice de la Força Aèria dels Estats Units, un home afroamericà deu anys més jove que ella, i es van convertir en amants. Es mantindrien junts fins a la seva mort el 1999. Als 90, Bernhard va cooperar amb la biògrafa Margaretta K. Mitchell en el llibre Ruth Bernhard, Between Art and Life, revelant públicament les seves múltiples relacions amb dones i homes al llarg de la seva vida.
El 1984 va treballar amb el cineasta Robert Burrill en la seva pel·lícula autobiogràfica Illuminations: Ruth Bernhard, Photographer. Es va estrenar el 1989 al Kabuki Theater de San Francisco.
Bernhard va ingressar al Women's Caucus for Art el 1981. Bernhard va ser aclamada per Ansel Adams com "el fotògraf més gran del nu".
Va morir a San Francisco a l'edat de 101 anys.

## Premis
- 1976 Premi Dorothea Lange de l'Oakland Museu[9]
- 1987 Carrera Distingida amb el Premi de Fotografia. Society of Photographic education. Midwest Regional Conference, Chicago, Illinois November 8, 1987[9]
- 1990 Presidencial Citation for Outstanding Service to Utah State University. Logan, Utah, 25 d'octubre de 1990[9]
- 1994 Premi Cyril Magnin per Servei Distingit en Fotografia. Presentat per la Cambra de Comerç de San Francisco[9]
- 1996 Premi a tota una vida. Women's Caucus for Art. Capítol Regional de Califòrnia, Mills College, Oakland, 30 de març de 1996[9]
- 1997 Doctora Honoris Causa en Lletres i Humanitats. The Academy of Art, San Francisco, 1 de juny de 1997[9]
- 2003 Premis Lucie en belles arts[22]

## Publicacions de Bernhard
- Bernhard, Ruth. Collecting Light: The Photographs of Ruth Bernhard. Editat per James Alinder. Carmel, Califòrnia: Friends of Photography, 1979
- Bernhard, Ruth. Gift of the Commonplace. Carmel Valley, Califòrnia: Woodrose Publications / Center for Photographic Art, 1996. ISBN 0-9630393-5-0
- Bernhard, Ruth. The Eternal Body: A Collection of Fifty Nudes. Carmel, Califòrniaː West Graphics, 1986. San Francisco: Chronicle, 1994. Text de Margaretta K. Mitchell. ISBN 0-8118-0801-7ISBN 0-8118-0801-7 ISBN 0-8118-0826-2
- Van, Melvin, i Ruth Bernhard. The Big Heart. San Francisco: Fearon, 1957.
- Mitchell, Margaretta K., i Ruth Bernhard. Ruth Bernhard: between art and life. San Francisco: Chronicle, 2000. Print.

## Exposicions individuals
- 1936: Jake Zeitlin Galeria, Los Angeles[23]
- 1936: Pacific Institute of Music and Art, Los Angeles, Eye Behind the Camera[24]
- 1938: P.M. Gallery, Nova York[23]
- 1956: Institut per a Relacions Culturals, Ciutat de Mèxic[24]
- 1986: Museu d'Art Modern de San Franciscoː The Eternal Body[24]
- 2014: Peter Fetterman Gallery The Eternal Nude[25]

## Col·leccions
L'obra de Bernhard es conserva en les col·leccions permanents següents:
- Indianapolis Museu d'Art, Indiana[26]
- J. Paul Getty Museum, Los Angeles, Califòrnia[27]
- Museu de Fotografia Contemporània a Columbia College Chicago, Illinois[28]
- Museu d'Arts Fotogràfiques (MOPA), San Diego, Califòrnia
- Portland Museum of Art, Oregon[29]
- San Jose Museum of Art, Califòrnia[30]
- Minneapolis Institute of Art[31]